# ラジオデー 広げようラジオの魅力
『ラジオデー 広げようラジオの魅力』（ラジオデー ひろげようラジオのみりょく）とは、NHKラジオ第1放送で2009年5月6日に放送された特別番組である。

## 概要
2008年度に「ラジオ・ルネサンス」を掲げ、日中の時間帯を中心に大幅に番組を改定したNHKラジオ第1が、聴取者との関係をより深め、更に新たな聴取者を広げるために、2009年5月6日を「ラジオデー」とし、終日ラジオの魅力をさまざまな形でアピールした特別番組である。
この模様はラジオ第1（中波）のほか、東京・大阪で行なわれている地上デジタルラジオ実用化試験放送では全時間帯（通常の放送時間は11:00～21:00だが、この番組を放送するために開始時刻の繰上げ、終了時刻の繰り下げが行われた）、NHKワールド・ラジオ日本（短波・衛星デジタルラジオ）では、独自編成を行なう9時台前半（9:00 - 20は英語放送番組を編成）と13時台の冒頭15分間、16時台の冒頭の11分間および海外安全情報が放送される一部時間帯を除く全時間帯で同時放送され、FM放送では12時台のみ同時放送された。随時、NHK・民放各局の番組パーソナリティーがリスナーに向けたメッセージが放送された。

## 放送日時
2009年5月6日 8:35-23:00 (JST)
ニュース中断（11:50-12:15、18:50-19:20）を挟んで3部構成。
- 第1部　8:35-11:50
- 第2部　12:15-18:50
- 第3部　19:20-23:00

## コーナー
- オープニング
- こうせつ・真理子のミュージックラブ
- ひるのいこい&旅するラジオスペシャル
- スタパでお国自慢
NHK OBの佐藤誠と水曜21:30-21:55枠を担当するパーソナリティが東京・放送センターのスタジオパークに集結してお国自慢トークを展開。
- 亀渕昭信のいくつになってもロケンロール!スペシャル
NHKアーカイブスの分室機能があるNHK浜松支局から中継を行った。亀渕は生中継終了後新幹線で東京へ移動。
- 未来のラジオ「メディアシップ・アルゴ」
- ラジオ・トークセッション
- ラジオ作りに挑戦!

## 出演

### キャスター
- 第1部 末田正雄（東京アナウンス室）
- 第2部 山田敦子（17:30まで）
- 第2部 高山哲哉（広島放送局、17:30から）
  - ほかの時間帯にも出演。同日午後の総合テレビ『NHKプレマップ』では、本番組のPRをテレビ・ラジオ同時生放送で担当した。
- 第3部 上田早苗（大阪放送局）

### 中継
ラジオの魅力広め隊
- 青井実
- 浜口順子

チャレンジ ラジオウォーキング
- 勅使河原郁恵

### コーナー担当
ミュージックラブ
- 南こうせつ
- 千住真理子

スタパでお国自慢
- 佐藤誠（元NHKアナウンサー、座長役）
- 神田山陽（『もぎたて!北海道』）
- 伊奈かっぺい（『ぬくだまりの宿 みちのく亭』）
- 兵藤ゆき（『ゆきねえの名古屋なごやか喫茶』）
- 小松政夫（『博多屋台 こまっちゃん』）
- 藤木勇人（『沖縄熱中倶楽部』）

ラジオ・トークセッション
- 大沢悠里（元TBSアナウンサー）
- 亀渕昭信（元ニッポン放送、アナウンサー・社長を歴任）
- 斉藤安弘（元ニッポン放送アナウンサー）